# Velotype

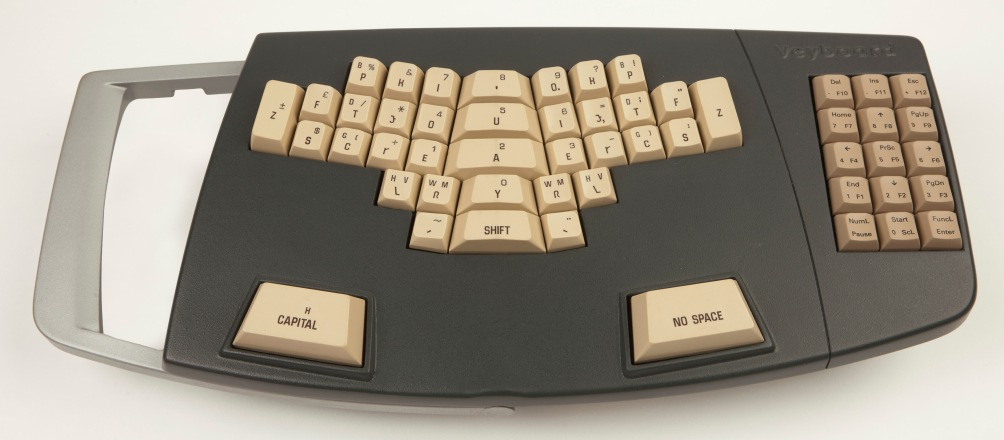
En Velotype

Velotype eller Veyboard är en typ av tangentbord för att skriva text. Det uppfanns av Nico Berkelmans och Marius den Outer.
Till skillnad från ett vanligt tangentbord med QWERTY-uppsättning där användaren trycker på en tangent åt gången för att skriva ett tecken åt gången så kräver en Veyboard att användaren trycker på flera tangenter samtidigt och på så sätt skapar stavelser snarare än bokstäver.
En tränad Veyboardanvändare kan skriva så mycket som 200 ord per minut, vilket är dubbelt så snabbt som en användare av ett vanligt tangentbord. Därför används ofta en Veyboard vid undertextning för tv-program som sänds live.